# Parcé
Parcé är en kommun i departementet Ille-et-Vilaine i regionen Bretagne i nordvästra Frankrike. Kommunen ligger i kantonen Fougères-Sud som tillhör arrondissementet Fougères-Vitré. År 2022 hade Parcé 652 invånare.

## Befolkningsutveckling
Antalet invånare i kommunen Parcé
Referens:INSEE